# La Chine et les Chinois

La Chine et les Chinois est le compte rendu d'un récit de voyage par Auguste Borget, rédigé par Honoré de Balzac en 1842 et publié sous forme de quatre articles parus dans le journal La Législature, journal des deux chambres, politique, commercial, industriel, et littéraire, les 14 octobre 1842, 15 octobre 1842, 17 octobre 1842 et 18 octobre 1842.

## Contexte historique

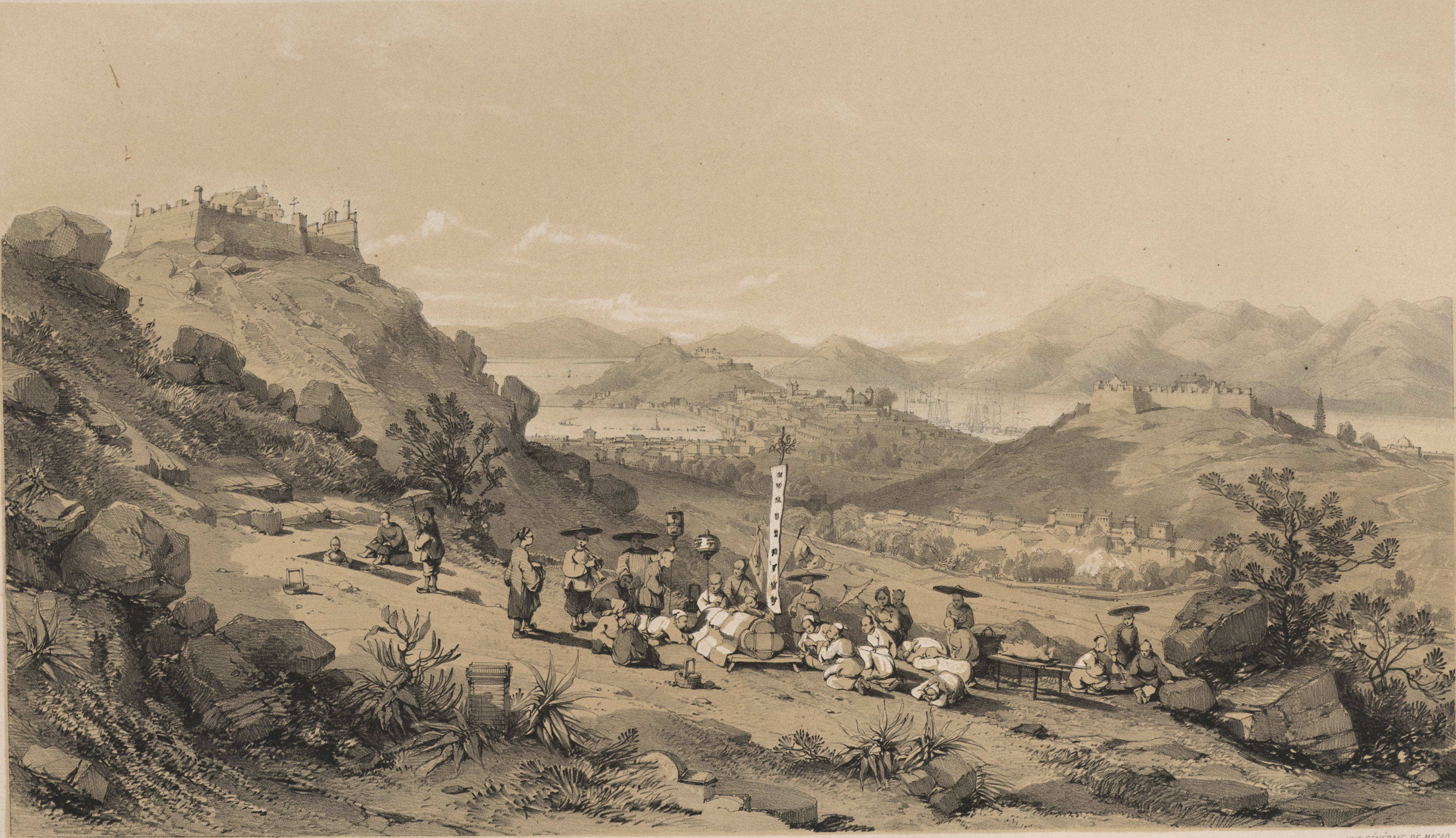
Macao vu des forts de Huangshan, lithographie d'Eugène Cicéri d'après un dessin d'Auguste Borget, publié dans La Chine et les Chinois (1842).

Le périple de Borget l'a conduit en 1836 et 1837 de Hong Kong à Macao et Canton, le triangle qui constitue le terrain de manœuvre de tant d'audacieux explorateurs en raison des limites de la prison assignée aux Européens, avec un détour par Calcutta où il donne une description apocalyptique des fakirs.
Auguste Borget était un grand voyageur qui avait parcouru le monde et qui avait rapporté de ses périples notes, dessins et peintures exotiques, d'après lesquels illustrera La Chine et les Chinois. Dans la revue, le texte de Balzac est précédé d'une annonce : « Par Monsieur Auguste Borget, dessins exécutés d'après nature, lithographies à deux teintes par E. Cicéri, accompagnés de fragments de voyage. In-folio. À paraître chez Goupil et Vibert. »

## Les articles de Balzac
Balzac aligne sans vergogne tous les clichés déjà répandus sur la beauté des femmes, les parfums des fleurs, le raffinement des Chinois, ce « peuple éminemment plaisant, qui se permet tous les jours les opéras-comiques qu'en Europe, les plus grands génies trouvent difficilement et qui coûtent si cher ».
Mais Balzac n'est pas le seul à se lancer dans cette course à l'Orient. De nombreux écrivains du XIXe siècle ont écrit poèmes et romans avec l'Orient pour sujet, sans jamais y avoir mis les pieds, comme lui.

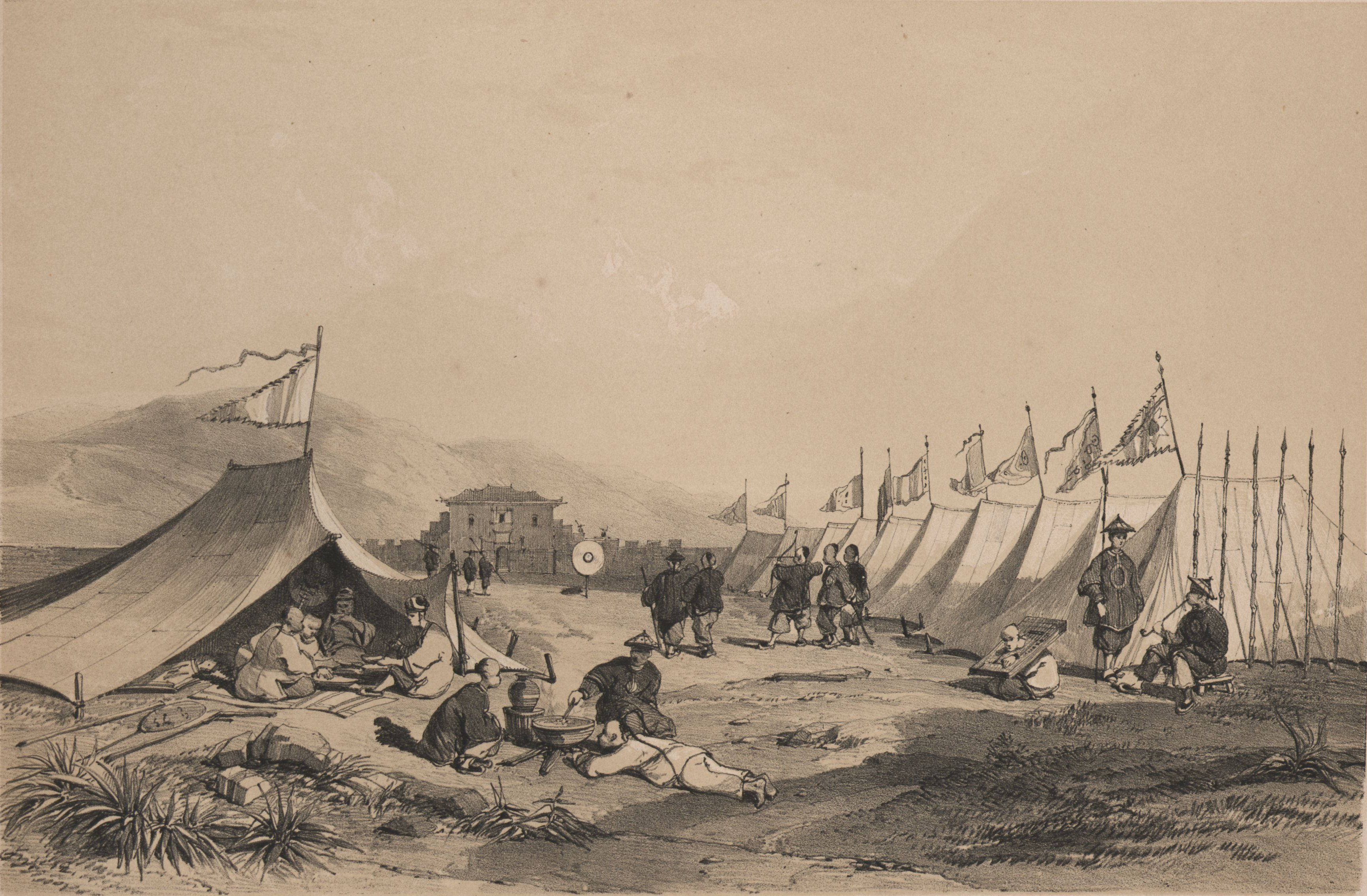
Camp chinois près de la porte barrière de Macao, lithographie d'Eugène Cicéri d'après un dessin d'Auguste Borget, publié dans La Chine et les Chinois (1842).

Ce qui ne l'empêche pas de donner d'abondantes explications, telles que « Macao veut dire “Temple de la Dame” (Neans mako en chinois) ». Et l'écrivain de citer une légende selon laquelle une princesse avait fui le palais où elle était recluse, et s'était embarquée en mer. Mais, balayée par un typhon, elle allait mourir lorsqu'elle pria la déesse de la mer de venir à son secours. Elle promit « de lui élever un temple au lieu où elle aborderait si la déesse parvient à dissiper le péril. La mer s'apaise, le typhon se dissipe et la jonque est doucement portée au rivage par une lame. La princesse tint parole, et un temple s'éleva sur la colline stérile, là où elle avait pris terre. Là où il n'y avait que des arbres chétifs, on voit maintenant de puissantes végétations que je ne me suis jamais lassé d'admirer ».
Le reste est à l'avenant : Balzac sait tout des coutumes chinoises, des femmes chinoises qui marchent sur des moignons de pieds, des légendes, des princes chinois, etc.
Le premier numéro du journal, qui paraît le 26 juillet 1842, après avoir publié Le Danger des mystifications de Balzac, annonce le premier article sur la Chine à l'emplacement de la rubrique Variétés : « La Législature regarde comme une bonne fortune la session de trois piquants articles de M. de Balzac, sur la Chine. Elle s'empresse d'en faire profiter ses lecteurs en publiant dès aujourd'hui le premier de ces articles. Les deux autres suivront immédiatement. ». En fait, il y en aura quatre.
Balzac adorant mystifier, deux ans plus tard, avec Jules Hetzel, il récidivera avec les Peines de cœur d'une chatte anglaise.